# Sorcellerie au Moyen-Orient
La pratique de la sorcellerie au Moyen-Orient est ancestrale. Dans le judaïsme ancien, il existait une relation complexe avec la magie et la sorcellerie, il y avait des formes de divination qui étaient acceptées par certains rabbins mais la plupart étaient considérées comme interdites ou hérétiques. Au Moyen-Orient médiéval, sous l’influence de l’Islam et du Christianisme, la perception de la sorcellerie oscillait entre guérison et hérésie, vénérée par certains et condamnée par d’autres. De nos jours, diverses communautés de sorcellerie ont émergé.

## Moyen-Orient ancien et médiéval
Le développement de la sorcellerie en Mésopotamie du premier stade était « comparables au stade chamanique archaïque de la sorcellerie européenne ». Les sorcières n'étaient pas considérées  comme des êtres mauvais mais plutôt aidaient les autres en utilisant une combinaison de connaissances magiques et médicales. Elles vivaient généralement dans des zones rurales et présentaient parfois un comportement extatique qui était plus généralement associé à l'ašipu (exorciste), dont la fonction principale à ce stade de développement était de combattre les forces surnaturelles non humaines.
Dans les temps du Code d’Hammourabi (vers le IIe millénaire av. J.-C.), l’utilisation de la magie pour nuire à autrui sans justification était sujette à des répercussions juridiques :
Si un homme a jeté un sort sur un autre homme sans se justifier, celui sur qui le sort est jeté ira au fleuve saint. Il plonge dans le fleuve saint, et si le fleuve saint l’emporte, celui qui a jeté sur lui le sort prendra sa maison. Si le fleuve saint rend cet homme innocent et l’a sauvé, celui qui l’a jeté le sort sera mis à mort. Celui qui plonge dans le fleuve saint prendra pour lui la maison de celui qui lui a jeté le sort.
Les ašipu, qui étaient les représentants majoritairement masculins de la religion officielle de l'État, sont finalement entrés en conflit avec la tradition de la sorcellerie et ont développé un rituel anti-sorcellerie akkadien, le Maqlû, probablement composé au début du Ier millénaire av. J.-C.

### judaïsme

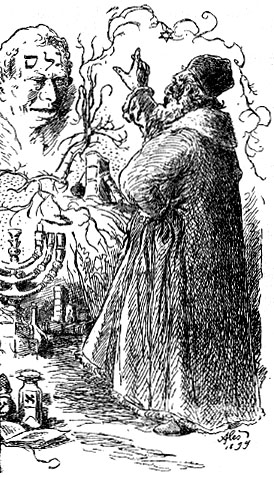
Rabbi Loew et le Golem de Mikoláš Aleš, 1899

La loi juive considère la pratique de la sorcellerie comme étant chargée d’idolâtrie et/ou de nécromancie, les deux étant des offenses théologiques et pratiques graves dans le judaïsme. Bien que Maïmonide ait vigoureusement nié l'efficacité de toutes les méthodes de sorcellerie et prétendu que les interdictions bibliques à ce sujet étaient précisément pour sevrer les Israélites des pratiques liées à l'idolâtrie. Il est reconnu que, bien que la magie existe, il est interdit de la pratiquer sur la base où elle implique généralement l’adoration d’autres dieux. Les rabbins du Talmud ont aussi condamné la magie lorsqu’elle a produit autre chose que l’illusion, en donnant l’exemple de deux hommes qui utilisent la magie pour cueillir des concombres. Celui qui crée l’illusion de cueillir des concombres ne devrait pas être condamné mais seulement celui qui cueille les concombres par magie.

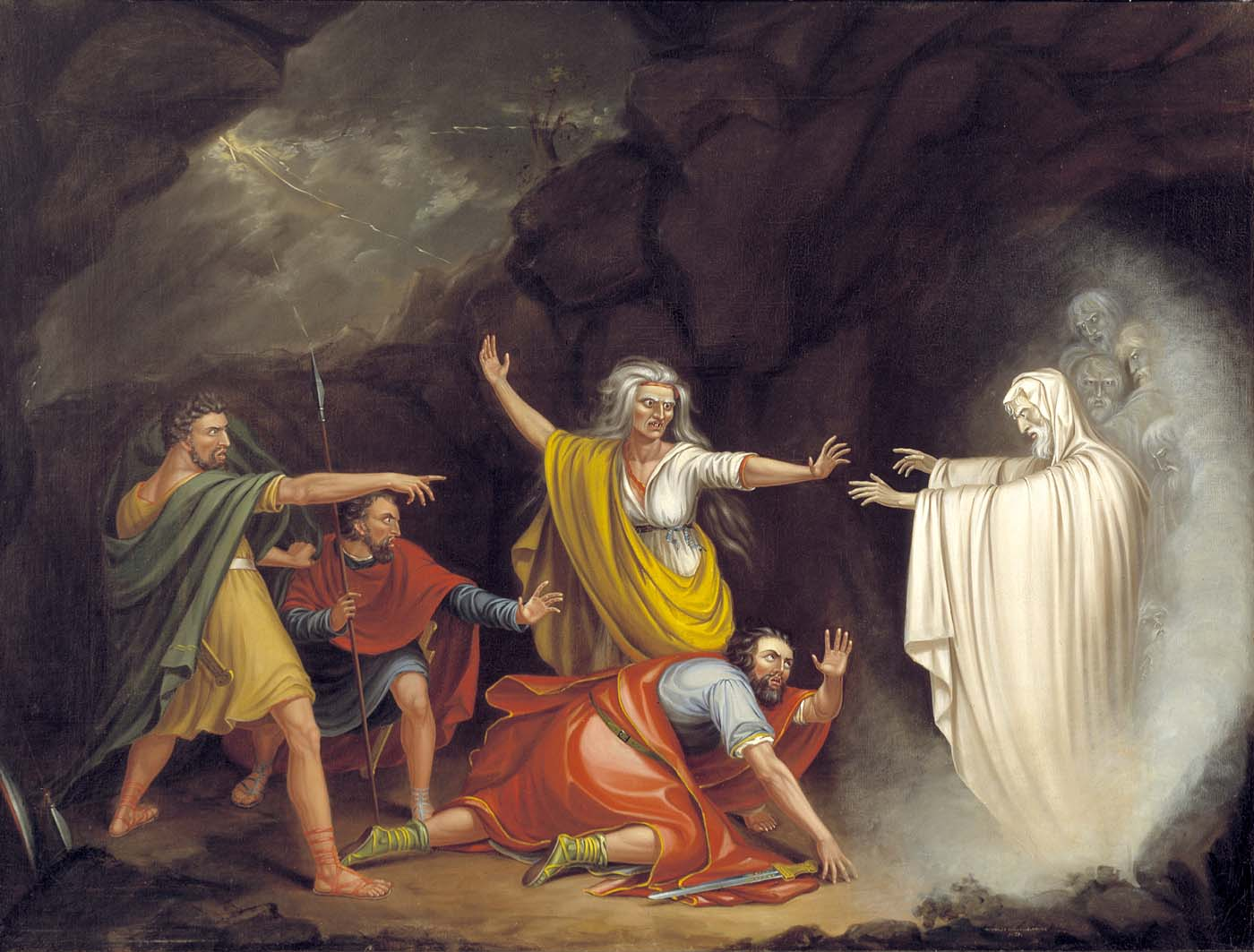
Saül et la sorcière d'Endor (1828) de William Sidney Mount

Cependant, certains rabbins pratiquaient eux-mêmes la « magie » ou enseignaient ce sujet. Par exemple, Rava (amora) a créé un golem et l’a envoyé à Rav Zeira. D'autre part, Hanina et Hoshaiah ont étudié ensemble tous les vendredis et ont créé un petit veau à manger le Chabbat. Dans ces cas, la « magie » était considérée comme des miracles divins (c'est-à-dire venant de Dieu plutôt que de forces « impures ») que comme de la sorcellerie. La référence la plus célèbre du judaïsme à un médium est sans aucun doute la sorcière d'Endor que Saül consulte, comme rapporté dans 1 Samuel 28.

#### Bible hébraïque
Selon l’encyclopédie catholique adventiste :
Dans les Saintes Écritures, les références à la sorcellerie sont fréquentes et les fermes condamnations de telles pratiques qui y sont trouvées ne semblent pas être fondées tant sur l’hypothèse de fraude que sur l’abomination de la magie en elle-même.
Certains versets que l'on trouve par exemple dans le Livre du Deutéronome 18:11-12 et le Livre de l'Exode 22:18, comme celle-ci : « Tu ne permettras pas à une sorcière de vivre » ont fourni une justification scripturale pour les chasseurs de sorcières chrétiens au début de la période moderne. Le mot « sorcière » est une traduction de l'hébreu כָּשַׁף kashaf, « sorcier ». La Bible hébraïque fournit quelques preuves que ces commandements étaient appliqués sous les rois hébreux :
Et Saül se déguisa, et revêtit d’autres vêtements, et il alla et deux hommes, et ils vinrent à la femme de nuit; et il dit : Je te prie, dévoile-moi par l’esprit familier, et fais-le monter, celui que je te nommerai. Et la femme lui dit : « Voici, tu sais ce que Saül a fait, comment il a exterminé du pays ceux qui ont des esprits familiers et les magiciens ; pourquoi donc as-tu jeté un sort sur ma vie afin de me faire mourir ? ».
Le verbe hébreu הכרית, traduit dans la bible du roi Jacques par « retrancher », peut également être traduit par « tuer en gros » ou « exterminer ».
La bible du roi Jacques utilise les mots sorcière, sorcellerie et sorcelleries pour traduire le terme massorétique (he) et qésem) ; ces mêmes termes anglais sont utilisés dans le Nouveau Testament grec pour traduire φαρμακεία pharmakeia. Des versets comme Deutéronome 18:11–12 et Exode 22:18 (« Tu ne permettras pas à une sorcière de vivre ») ont ainsi fourni une justification scripturaire aux chasseurs de sorcières chrétiens au début de la période moderne (voir les points de vue chrétiens sur la magie).
La signification précise de l’hébreu כ ש ף, généralement traduit par sorcière ou magicienne, est incertaine. Dans la Septante, il a été traduit par pharmakeía ou pharmakous. Au XVIe siècle, Reginald Scot, un éminent critique des procès des sorcières, a traduit כ ש ף, φαρ μακεία, φαρμακεία, et l'équivalent latin de la Vulgate veneficos par « tous empoisonneur » et sur cette base, a affirmé que la sorcière était une traduction incorrecte et que c'était les empoisonneurs qui étaient visés. Sa théorie est toujours valable, mais n’est pas largement acceptée, et dans Daniel 2:2  כ ש ף  est énumérée à côté d’autres praticiens de la magie qui pouvaient interpréter des rêves : magiciens, astrologues et chaldéens. Les dérivations suggérées de כ ש ף comprennent « mutterer » (à partir d'une seule racine) ou utilisateur d'herbes (en  comme un mot composé formé à partir des racines kash, signifiant « herbe », et hapaleh, signifiant « utiliser »). Le grec φαρμακεία signifie littéralement « herboriste » ou celui qui utilise ou administre des drogues, mais  il a été utilisé pratiquement de manière synonyme avec mageia et de goeteia comme terme pour un sorcier.
La Bible donne quelques preuves que ces commandements contre la sorcellerie ont été appliqués sous les rois hébreux :
Et Saül se déguisa, et mit d’autres habits, et il alla, et deux hommes avec lui, et ils vinrent à la femme de nuit; et il dit : 
« Je te prie, dévoile-moi par l’esprit familier, et fais-le monter, celui que je te nommerai ». Et la femme lui dit : « Voici, tu sais ce que Saül a fait, comment il a exterminé du pays ceux qui ont des esprits familiers et les magiciens : pourquoi alors as-tu jeté un sort sur ma vie afin de me faire mourir ?».
Dans le Tanakh, les références à la sorcellerie sont fréquentes et les vigoureuses condamnations de telles pratiques que nous y lisons ne semblent pas être fondées tant sur la supposition de fraude que sur « l'abomination » de la croyance en la magie en elle-même. Le judaïsme précise que les juifs ne doivent pas essayer d’apprendre les voies des sorcières et que les sorcières doivent être mises à mort.

### Christianisme
Le Nouveau Testament condamne également cette pratique comme une abomination, tout comme l’avait fait l’Ancien Testament (Épître aux Galates 5:20, comparée au livre de l’Apocalypse 21:8 ; 22:15 ; et les Actes des Apôtres 8:9 ; 13:6).
Il y a cependant un débat sur le fait que le mot utilisé dans les Galates et l’Apocalypse, Koinē Greek  </link></link> pharmakeía, est correctement traduit par « sorcellerie », comme le mot était couramment utilisé pour décrire l’utilisation malveillante de drogues.

### Islam
La divination et la magie dans l'Islam englobent un large éventail de pratiques, y compris la magie noire, la protection contre le mauvais œil, la production d'amulettes et d'autres équipements magiques comme l'évocation, le tirage au sort et l'astrologie.
La légitimité de la pratique de la sorcellerie est contestée. La plupart des traditions islamiques font la distinction entre la bonne magie et la magie noire. Les miracles appartiennent à la magie licite et sont considérés comme des dons de Dieu. Les incantations magiques à des fins de guérison ont généralement reçu du soutien tant qu’elles ne contiennent pas de polythéisme. Al-Razi et Ibn Sina décrivent que la magie n’est qu’un outil et que seul le résultat détermine si l’acte de magie était légitime ou non. Al-Ghazali, bien qu’admettant la réalité de la magie, considère comme interdit tout apprentissage de toutes sortes de magie. Ibn al-Nadim soutient que les bons pouvoirs surnaturels sont reçus de Dieu après la purification de l’âme, tandis que les sorciers plaisent aux diables et commettent des actes de désobéissance et des sacrifices aux démons. Ibn Qayyim al-Jawziyya, disciple d'Ibn Taimiyya, qui sont la principale source du wahhabisme, ignore la magie, y compris les exorcismes, entièrement comme superstition. Ibn Khaldun considère la sorcellerie, les talismans et la prestidigitation comme interdits et illégaux. Tabasi n’a pas souscrit au cadre rationalisé de la magie de la plupart des théologiens ash'arites et a offert un large éventail de rituels pour effectuer la sorcellerie. Il convient cependant que seule la magie conforme à la charia est permise.
La réalité de la magie est confirmée par le Coran. Le Coran lui-même est dit d’accorder des bénédictions magiques à ses auditeurs et de les guérir, selon al-Isra. Salomon avait le pouvoir de parler avec les animaux et les djinns, et de commander aux démons, ce qui ne lui était donné qu'avec la permission de Dieu. [Quran 27:19 ]. La sourate Al-Falaq est utilisée comme une prière à Dieu pour repousser la magie noire et, selon les hadiths, elle est révélée à Mahomet pour le protéger contre Jann, l'ancêtre des djinns. Le Coran rapporte également que Mahomet a été accusé d'être un magicien par ses adversaires, et dénonce ces accusations comme fausses [Quran 10:2 ]. L’idée que les démons enseignent la magie est confirmée dans Al-Baqara. Deux anges déchus, Harut et Marut, sont également mentionnés pour tenter les gens à apprendre la sorcellerie[Quran 2:102 ].
Les spécialistes de l’histoire religieuse ont lié plusieurs pratiques magiques en islam aux coutumes turques préislamiques et à celles de l’Afrique de l’Est. La plus notable de ces coutumes est le Zār,.

## Moyen-Orient moderne
Au Moyen-Orient moderne, une mosaïque complexe de dynamiques religieuses et sociales diverses se déploie au XXe siècle. La pratique du piétinement cérémoniel et celle de brûler des drapeaux des pays ennemis est apparue, ce qui a été assimilé à la sorcellerie comme  « une tentative de nuire à l'ennemi par une sorte de magie sympathique ». En juin 2015, Yahoo a rapporté : « Le groupe État islamique a décapité deux femmes en Syrie, sur des accusations de « sorcellerie », ce sont les premières exécutions sur des femmes de ce type en Syrie, a déclaré mardi l'Observatoire syrien des droits de l'homme ».
En Israël, le néopaganisme juif consiste à explorer des formes de sorcellerie moderne et de pratiques païennes tout en s’inspirant du mysticisme juif ancien (Kabbale) ou en le combinant avec d'autres influences. Il y a eu une résurgence de l’intérêt pour le culte de la Déesse et cela recoupe la sorcellerie moderne dans certains cas.
Pour les cas de sorcellerie et de magie, L’Arabie saoudite continue d’appliquer la peine de mort . En 2006, Fawza Falih Muhammad Ali a été condamné à la peine de mort pour avoir pratiqué la sorcellerie. Même s'il n’existe pas de définition légale de la sorcellerie en Arabie saoudite, un pharmacien égyptien qui y travaillait a été accusé, reconnu coupable et exécuté en 2007. Les autorités de ce pays ont également prononcé la peine capitale à l'encontre d'un présentateur de télévision libanais, Ali Hussain Sibat, alors qu'il effectuait le hajj (pèlerinage islamique) dans le pays. En 2009, les autorités saoudiennes ont mis sur pied l'Unité anti-sorcellerie du Comité pour la promotion de la vertu et la prévention du vice. En avril 2009, une femme saoudienne, Amina Bint Abdulhalim Nassar, a été arrêtée puis condamnée à mort pour avoir pratiqué la sorcellerie. En décembre 2011, elle a été décapitée. De même, un Saoudien accusé de pratiquer la sorcellerie a été décapité en juin 2012. Une autre décapitation pour ce type de pratique a eu lieu en 2014.
En Turquie, pays à prédominance musulmane, on assiste à un mélange de pratiques populaires traditionnelles,, de mysticisme soufi et de spiritualité New Age. Certains ont exprimé leur intérêt pour les pratiques spirituelles et les formes de sorcellerie alternatives, en puisant souvent dans les traditions folkloriques locales, l’herboristerie et le mysticisme. Cependant, en raison de la nature conservatrice du pays et des pressions sociétales potentielles, ces pratiques pourraient ne pas être largement visibles ou discutées ouvertement.